# Feira Nacional do Arroz
Feira Nacional do Arroz (Fenarroz) é uma feira de grandes negócios e de atrações turísticas que acontece na cidade de Cachoeira do Sul, estado do Rio Grande do Sul. Ela é o segundo maior evento orizícola do mundo, ocorrendo em intervalos de dois anos no parque que leva seu nome.

## História
A Fenarroz teve a sua primeira edição no ano de 1941 e a última em 2018, sempre marcada por boas perspectivas do mercado agrícola, especialmente a cultua de arroz. A história da feira também se mescla com a da cidade de Cachoeira do Sul.

### I Festa do Arroz - 1941
Ocorria na cidade uma festa para comemorar a grande colheita de arroz daquele ano e o pioneirismo de Cachoeira do Sul no irrigação orizíciola nacional. As ruas da cidade estavam decoradas com o produto, vários turistas foram a cidade prestigiar o evento, tornando a Festa do Arroz um sucesso. Porém, no final do ano de 1941, ocorreu uma grande enchente no Rio Jacuí e seus afluentes; onde até as partes mais altas da cidade haviam sido invadidas pelas águas daquele rio. Existem relatos que teria sido castigo pela demasiada comemoração da colheita. O presidente da primeira edição da Fenarroz foi Floriano Neves da Fontoura.

### II Fenarroz - 1968
Passado o trauma de 1941, o evento surgiu com uma grande repercussão nacional, devido a Cachoeira do Sul ser reconhecida como sede do evento. Foram inaugurados a Fonte das Águas Dançantes Artibano Savi (na Pça. José Bonifácio), os pavilhões da feira e o pórtico monumental durante a celebração da feira.

### III Fenarroz - 1972
O evento se firmou no cenário nacional com a ida do presidente Emílio Garrastazu Médici à inauguração da III Fenarroz, além de ter inaugurado também da BR-153. Nesta edição foi lançado o mascote da Fenarroz: o Arrozito.

### IV Fenarroz - 1976
O presidente Ernesto Geisel inaugurou a quarta edição da Fenarroz, onde foi divulgada nacionalmente a Proagro (Programa de Garantia das atividades agropecuárias).

### V Fenarroz - 1980
A pujança econômica cachoeirense foi o destaque da V Fenarroz, na qual contou com a presença do presidente João Figueiredo. A feira também contribuiu para grandes evoluções da cidade: foi inaugurado o complexo da Cesa, o prolongamento da BR-153 (entre Cachoeira e Novo Cabrais) e a iniciação das obras do porto no Rio Jacuí; o presidente correspondente dessa feira foi Xavi Abraão Nazar, nessa feira também foi inaugurado Ginásio de Esportes D. Pedro I e os pavilhões de Exposição Pecuária.

### VI Fenarroz - 1984
Com a presença novamente do presidente João Figueiredo, o destaque da feira foi a inovação em máquinas agrícolas, além da II edição da Vigília do Canto Gaúcho.

### VII Fenarroz - 1988
A feira se transforma em grande evento cultural, com ótimo registro de público no parque de exposições, mas um volume de negócios em queda, provocada pelo momento econômico enfrentado pelo país (trocas constantes de moeda, instabilidade econômica e inflação). O perfil da feira, que era bastante festiva, começava a ir para o caminho econômico.

### VIII Fenarroz - 1992
A inflação assolava o país e era considerada o principal monstro da economia. Um dos reflexos da crise era a continuidade dos negócios em baixa na feira. Como soberanas, estavam a Rainha Joana Rocha, e as princesas Cristiane Strassburger, Leisa Gaspary, Maria Paula Carvalho e Cristiane Sanmartin.

### IX Fenarroz - 1995
A Fenarroz passou a ser de três em três anos. Os negócios continuavam baixos em virtude da inflação e de mudança de moeda e, por causa disso, foi decretado que a Fenarroz, a partir daquela edição, seria um evento de negócios. Rainha Sulie Richter e princesas Carolina Homrich e Chaiene Lewis.

### X Fenarroz - 1998
A feira relega a segundo plano a parte festiva e investe com prioridade na área dos negócios. A tecnologia de ponta é o destaque da feira, com diversos lançamentos de indústrias voltadas ao setor agrícola. É anunciado que a feira passaria a ocorrer a cada dois anos, para acompanhar o ritmo dos avanços da tecnologia do setor produtivo.

### XI Fenarroz - 2000
Fixando-se no cenário mundial, a Fenarroz se destacou como sendo a maior feira orizícola do Mercosul e a segunda maior do mundo. Com as principais novidades em implementos agrícolas, máquinas e equipamentos tecnológicos voltados à área orizícola, a feira se chamou "Vitrina do Mercosul".

### XII Fenarroz - 2002
Com perfil voltado aos negócios, a feira atinge sucesso nesse objetivo, com expositores internacionais e eventos paralelos voltados a assuntos como as diretrizes e políticas da cadeia produtiva do arroz, tendências do Mercosul e globalização, mercado de agronegócios, importação, marketing e redução de custos de energia elétrica na irrigação. Eventos culturais e shows locais e regionais aconteceram no lonão cultural montado no parque. Vieram expositores da Colômbia, Argentina, Uruguai, Chile, Taiwan e Itália.

### XIII Fenarroz - 2004
A feira vem se destacando cada vez mais e, para acompanhar as evoluções, o parque da feira foi reformado, recebendo novas ruas, infra-estrutura e estandes para garantir um grande evento.

### XIV Fenarroz - 2006
Devido a crise na produção agrícola, o evento teve baixos lucros, apesar do sucesso que fez como sendo um acontecimento turístico. Vários espetáculos culturais e artísticos ocorreram no parque, ao mesmo tempo da Festa das Etnias.

### XV Fenarroz - 2008
Evento do ano de 2008 foi muito bem recebido pela comunidade cachoeirense, principalmente pela qualidade dos shows, contando com um Mega Show da banda NX Zero, neste ano.

### XVI Fenarroz - 2010
Aconteceu de 22 a 30 de maio. Rainha Bruna Salzano e princesas Bethina Germanos e Dóris Schmidt.

### XVII Fenarroz- 2012
Teve como soberanas a rainha Bárbara Matos e as princesas Isabelle Marques e Juliana Hoerbe.

### XVIII Fenarroz - 2014
Esta edição ocorreu de 20 a 25 de maio, com várias atrações, como shows da Banda Melody, Michel Teló e Patati Patatá. Rainha Karina Machado e princesas Gabriela Salzano e Stéfany Marques.

### XIX Fenarroz - 2016
Aconteceu no dia 24 a 29 de maio, no Parque da Fenarroz. A feira foi abrilhantada pelas soberanas, a rainha Samara Dutra e as princesas Juliana Hamann Lopes e Giulia de David.